# Göhren (Wechselburg)
Göhren ist ein Ortsteil der Gemeinde Wechselburg im sächsischen Landkreis Mittelsachsen. Der Ort wurde gemeinsam mit seinem Ortsteil Corba am 1. Januar 1994 nach Wechselburg eingemeindet. Bekannt ist der Ort durch den Göhrener Viadukt, auf dem die Züge zwischen Leipzig und Chemnitz verkehren.

## Geographie

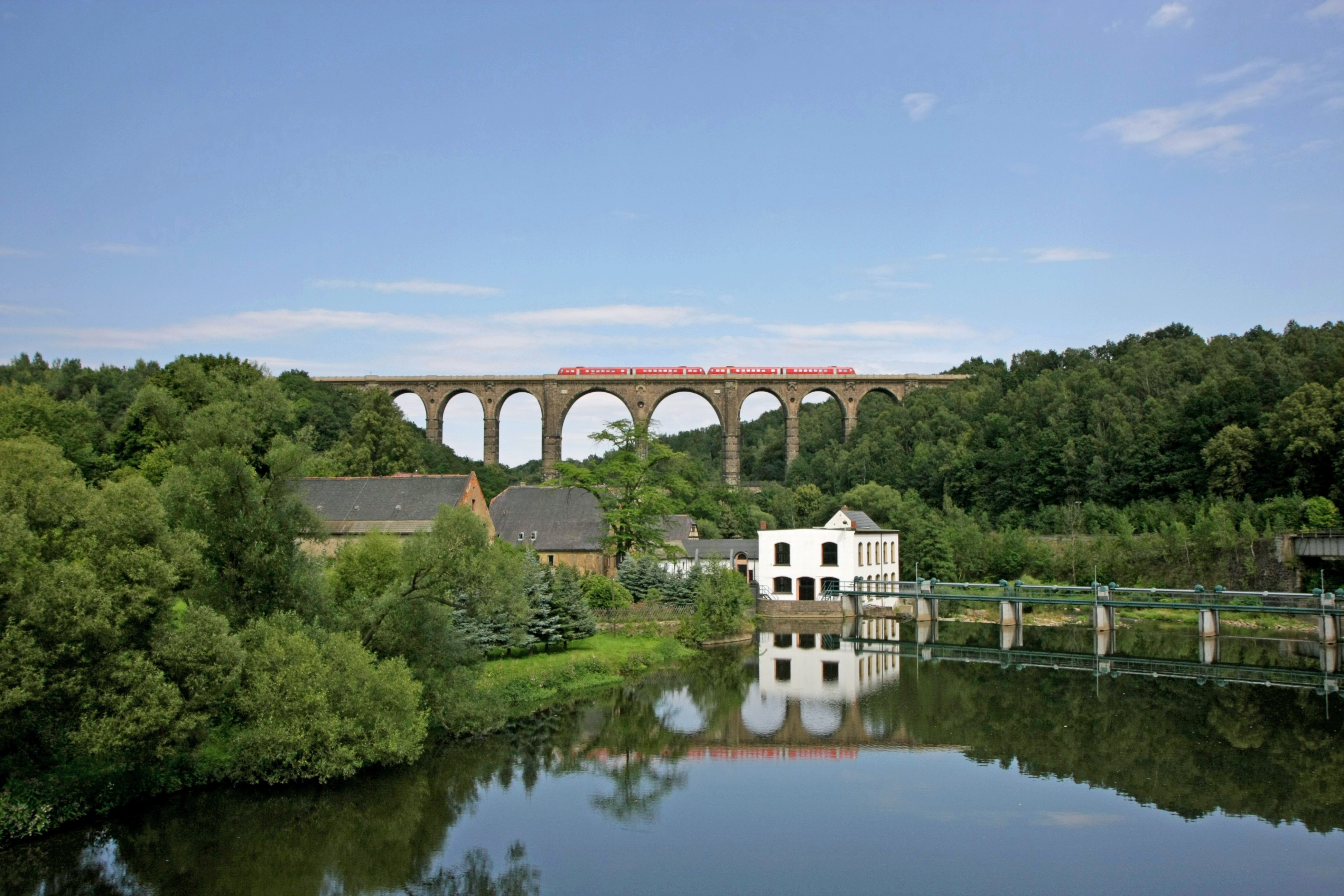
Göhrener Viadukt

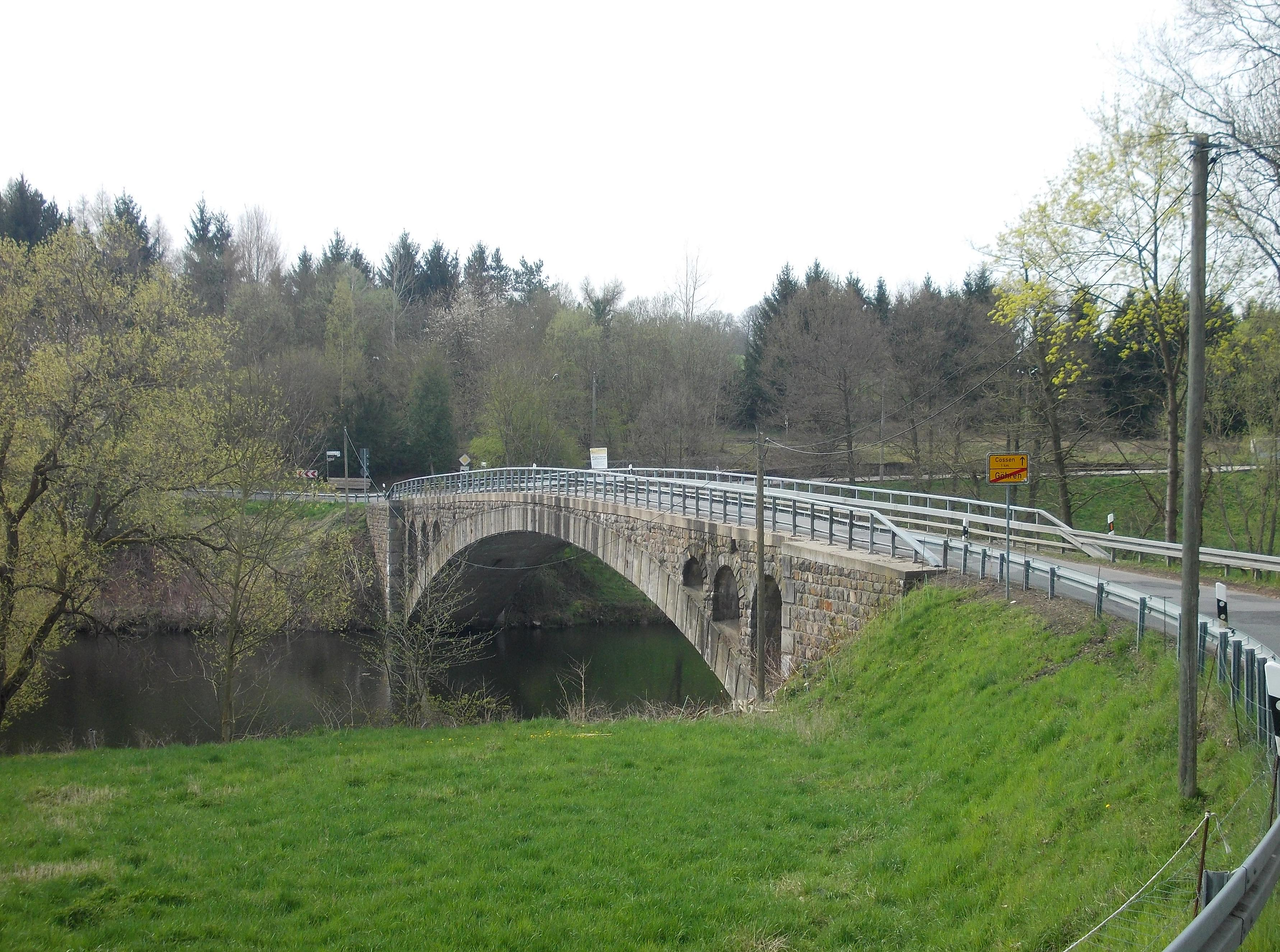
Göhrener Muldenbrücke

### Geographische Lage und Verkehr
Göhren befindet sich südwestlich des Hauptorts Wechselburg westlich der Einmündung der Chemnitz in die Zwickauer Mulde. Der Ort besteht aus den zwei Siedlungsteilen Obergöhren (mit der Kirche, auf einer Anhöhe über dem Westufer der Zwickauer Mulde) und Untergöhren (mit dem Göhrener Viadukt, am Westufer der Zwickauer Mulde).
Die Bahnstrecke Neukieritzsch–Chemnitz umfährt Obergöhren im Norden, um anschließend über den Göhrener Viadukt die Zwickauer Mulde zu überqueren. Am Ostufer der Zwickauer Mulde (bereits in der Flur von Cossen) verläuft die Bahnstrecke Glauchau–Wurzen (Muldentalbahn) an Untergöhren vorbei und unter dem Göhrener Viadukt hindurch. Während auf der Bahnstrecke Neukieritzsch–Chemnitz regulärer Personenverkehr zwischen Leipzig und Chemnitz stattfindet, wird der an Göhren vorbei führende Abschnitt der Muldentalbahn nur noch für Sonderfahrten mit Motordraisinen genutzt.
Die Göhrener Muldebrücke in Untergöhren ist eine wichtige Straßenbrücke zur Überquerung der Zwickauer Mulde in der Region. Über den westlichen Nachbarort Himmelhartha wird bei Obergräfenhain die Bundesstraße 175 und die Bundesautobahn 72 (Anschlussstelle Rochlitz) erreicht. Durch Göhren führt der Lutherweg Sachsen.

### Nachbarorte
| Corba        |                                             | Altzschillen |
| Himmelhartha | Kompassrose, die auf Nachbargemeinden zeigt | Wechselburg  |
| Lunzenau     | Cossen                                      |              |

## Geschichte

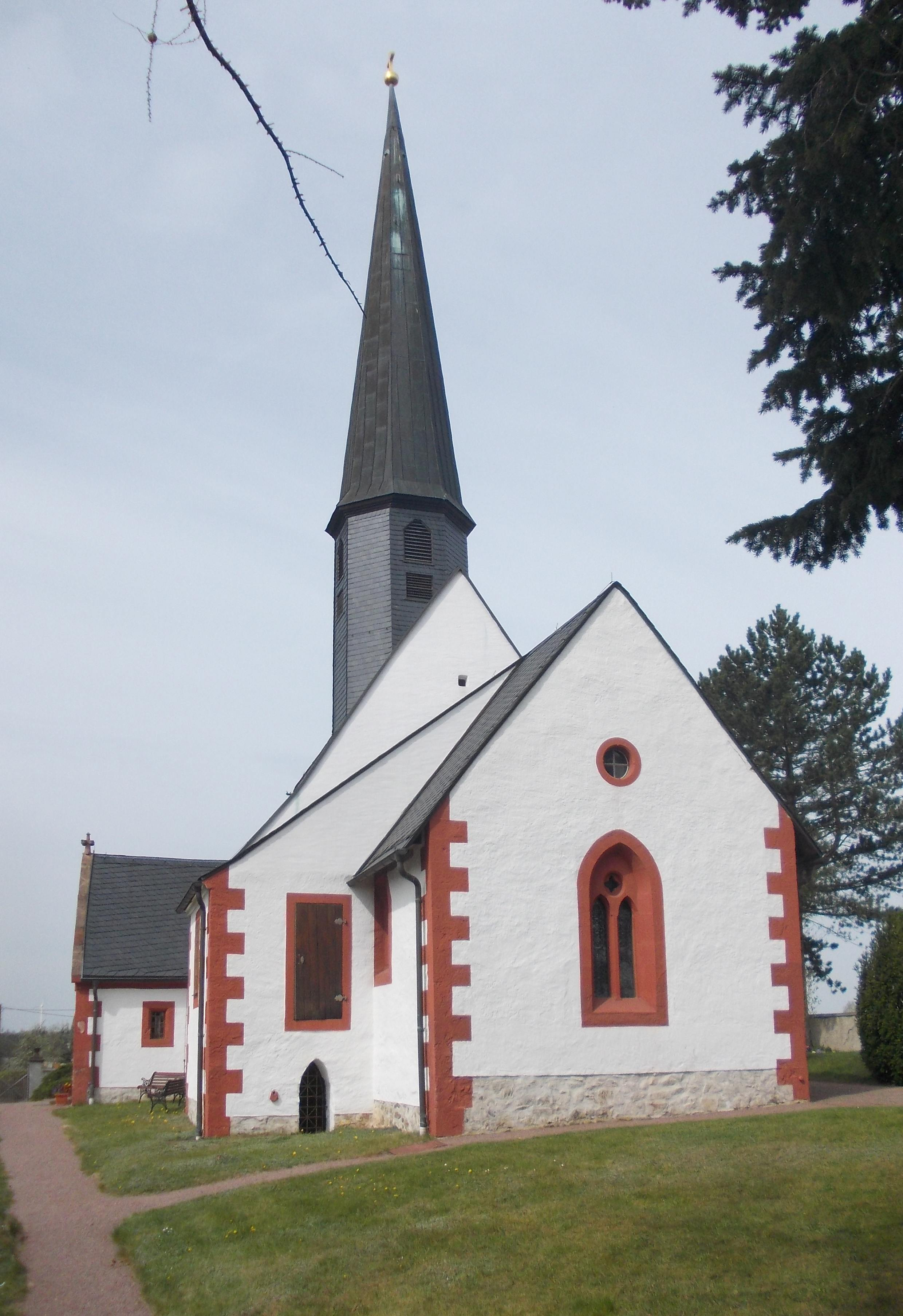
Kirche St. Katharinen und St. Georgen in Obergöhren

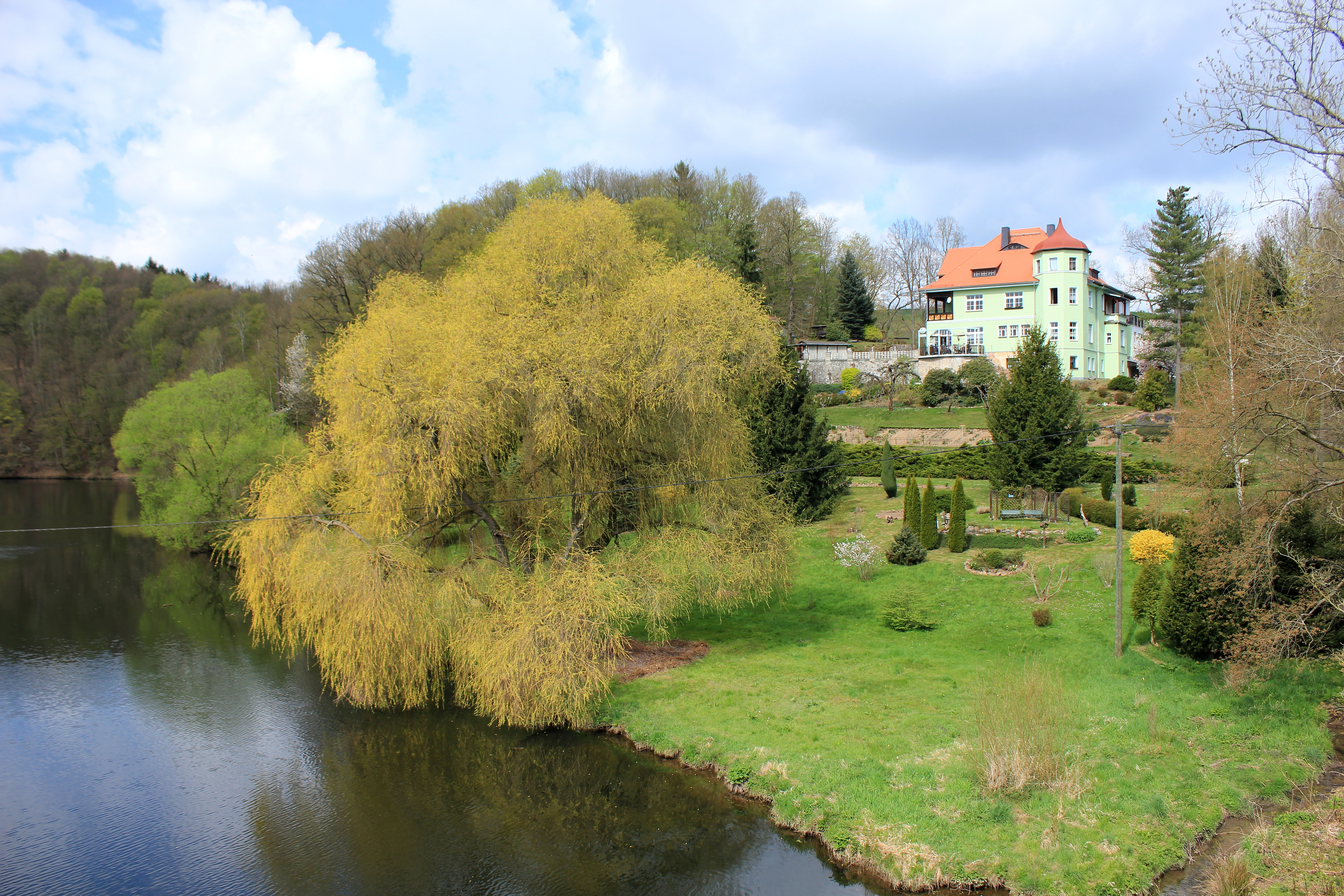
Waldcafé Göhren mit Zwickauer Mulde

Das Straßenangerdorf Göhren wurde im Jahr 1282 erstmals als Goren erwähnt. Es gehört zu einer kleinen Gruppe slawischer Orte auf den Höhen über dem westlichen Muldenufer zwischen Lunzenau und Wechselburg. Der Ortsname leitet sich vom slawischen Wort Gora an und hat die Bedeutung Dorf auf dem Berg. Die spätromanische Kirche St. Katharinen und St. Georgen in Obergöhren wurde zu Beginn des 13. Jahrhunderts erbaut.
Albrecht IV. von Altenburg und sein Schwiegersohn Otto von Leisnig wurden im Jahr 1324 mit den Dörfern Göhren, Himmelhartha, Schlaisdorf und Gütern in Wernsdorf aus wettinischem Besitz belehnt. Göhren gehörte fortan zur Herrschaft Rochsburg, bei welcher der Ort auch nach einer familiären Erbteilung zwischen den Brüdern Otto II. und Albrecht VIII. von Leisnig im Jahr 1436 verlieb. Die Herrschaft Rochsburg kam im Jahr 1448 durch Verkauf an Heinrich, Herrn zu Gera. Anschließend kam sie unter die Verwaltung wettinischer Vögte, bis sie im Jahr 1503 gegen die Herrschaft Kriebstein an die Familie von Ende vertauscht wurde. Durch den 1548 erfolgten Verkauf an die Herren von Schönburg wurde die Herrschaft Rochsburg eine Schönburgische Landesherrschaft unter wettinischer Oberhoheit. Göhren gehörte nun als Amtsdorf zur schönburgischen Herrschaft Rochsburg. Ab 1696 unterstand Göhren als Amtsdorf der Herrschaft Wechselburg, welche wie die Herrschaft Rochsburg eine schönburgische Landesherrschaft unter wettinischer Oberhoheit war. Die Göhrener Kirche ist seit 1558 Filialkirche von Wechselburg.
Im Rahmen der administrativen Neugliederung des Königreichs Sachsen wurde Göhren als Teil der schönburgischen Lehnsherrschaft Wechselburg im Jahr 1835 der Verwaltung des königlich-sächsischen Amts Rochlitz unterstellt. Im Jahr 1856 kam Göhren zum Gerichtsamt Rochlitz und 1875 an die neu gegründete Amtshauptmannschaft Rochlitz. In Vorbereitung der 1872 erfolgten Eröffnung der Bahnstrecke Neukieritzsch–Chemnitz wurde zwischen 1869 und 1871 der Göhrener Viadukt über das Tal der Zwickauer Mulde errichtet. Ein Bahnhof entstand an dieser Bahnstrecke im Nachbarort Cossen, über dessen Flur am Ostufer der Zwickauer Mulde seit 1876 die Bahnstrecke Glauchau–Wurzen (Muldentalbahn) verläuft.
Durch die zweite Kreisreform in der DDR im Jahr 1952 wurde die Gemeinde Göhren dem Kreis Rochlitz im Bezirk Chemnitz (1953 in Bezirk Karl-Marx-Stadt umbenannt) angegliedert. Am 1. April 1974 erfolgte die Eingemeindung von Corba nach Göhren.
Die Gemeinde Göhren gehörte seit 1990 zum sächsischen Landkreis Rochlitz, der 1994 im Landkreis Mittweida bzw. 2008 im Landkreis Mittelsachsen aufging. Mit der Eingemeindung von Göhren nach Wechselburg sind Göhren und Corba seit dem 1. Januar 1994 Ortsteile von Wechselburg.

### Wehranlage
Angeblich befand sich in Göhren eine Befestigungsanlage, die im Zusammenhang mit der deutschen Besiedelung/Ostexpansion im 12./13. Jh. entstand.

### Geschichte der Göhrener Mühle

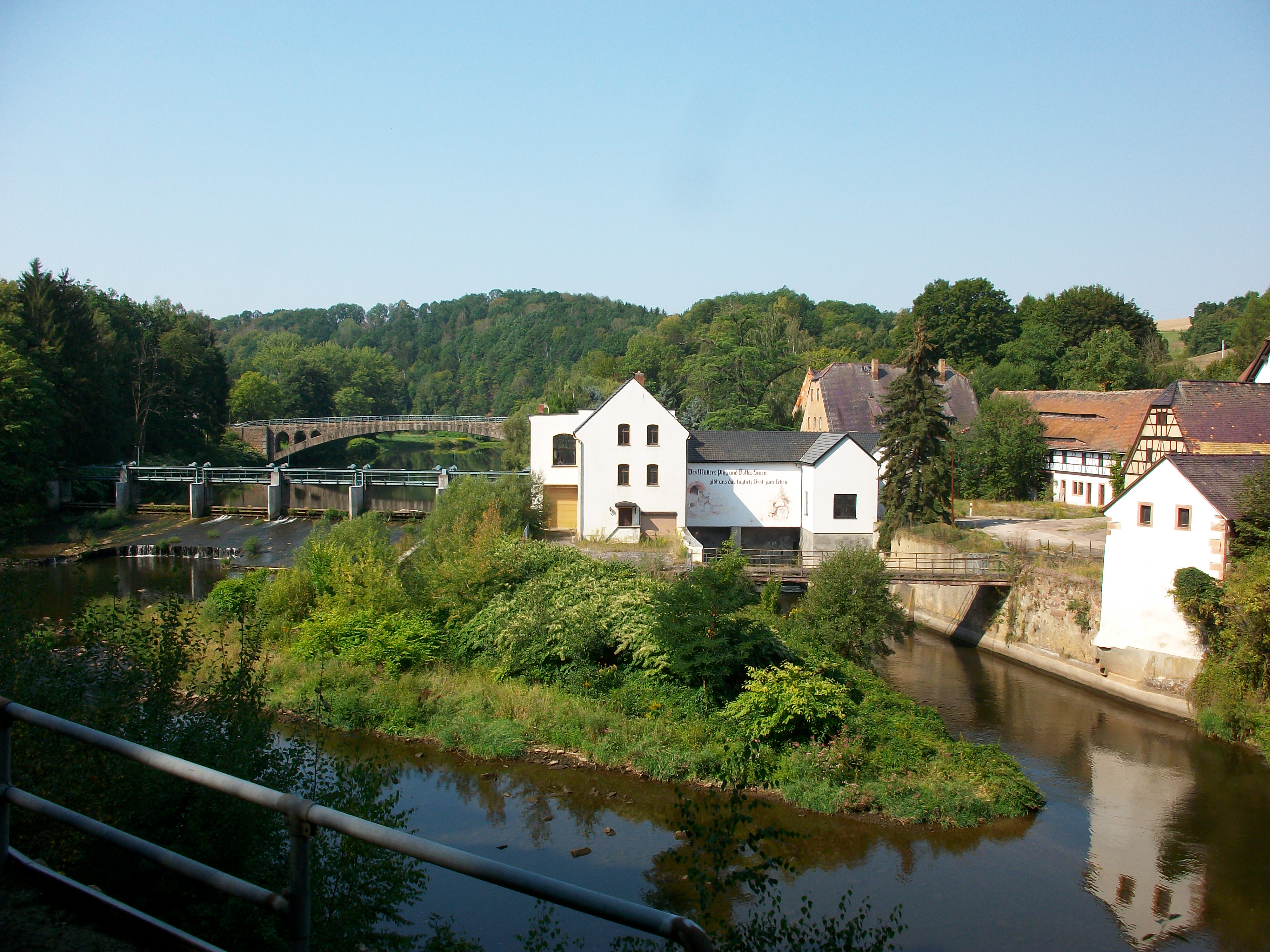
Alte Mühle Göhren in Untergöhren mit Straßenbrücke und Muldewehr

Die erste Mühle in Göhren befand sich nach Angaben in den Göhrener Kirchenbüchern über viele Jahrhunderte am Börnischbach. Im Jahr 1616 ist erstmals ein Besitzer der Göhrener Mühle nachgewiesen. Am heutigen Standort der Alten Göhrener Mühle an der Zwickauer Mulde in Untergöhren baute der Müllermeister Christian Lau im Jahr 1747 eine neue Mühle, die aus einer Getreidemühle, einer Knochenmühle und einer Holzschleiferei und Landwirtschaft bestand.
Der noch recht junge Kaufmann Adolf Richard Lüders kaufte im Jahr 1875 die Göhrener Mühle. In der zweiten Hälfte des 19. Jahrhunderts gehörte zu dem Anwesen eine Getreidemühle mit 4 Mahlgängen, die durch zwei unterschlächtige Wasserräder mit einem Durchmesser von ca. 8 m angetrieben wurden. Zum Antrieb einer Knochen- und Schneidemühle dienten drei weitere unterschlächtige Wasserräder. Zusätzlich befand sich auch eine Bäckerei auf dem Grundstück. Mit dem Umbau im Jahr 1895 wurden zwei Mahlgänge der Göhrener Mühle durch zwei Doppelwalzenstühle ersetzt. Dadurch konnte jetzt mit sechs Passagen (Durchgängen) gearbeitet werden konnte und die Kapazität auf 120 Zentner täglich erhöht werden. Weiterhin wurden zwei Wasserräder durch eine Turbine ersetzt, ein Turbinengebäude gebaut und die elektrische Beleuchtung eingeführt.
Im Jahr 1903 erfolgte durch die Familie Lüders der Bau der König-Georg-Brücke über die Zwickauer Mulde zwischen Cossen und Göhren. Dieser war mit einem hohen Einsatz von Geld und Grundstücken verbunden. Am Cossener Muldenufer gegenüber der Göhrener Mühle entstand im Jahr 1908 ein Getreidespeicher von 400 t Kapazität, welcher ein Anschlussgleis von der Bahnstrecke Glauchau–Wurzen (Muldentalbahn) erhielt. Auf diesem Areal entstand 1912 eine neue automatische Roggen- und Weizenmühle mit Silo. Der Grund dafür war, dass sich das Göhrener Mühlengebäude am alten Standort für weitere Um- und Einbauten als zu klein erwies. Der Mühlgraben wurde aufgrund der neuen Situation erweitert. Die neue Göhrener Mühle wurde nach einem Brand 1926 nach modernem Standard wiederhergestellt.
Die Schleiferei in der alten Göhrener Mühle arbeitete bis 1959. Die Einstellung der Mehlproduktion erfolgte im Jahr 1972. Im gleichen Jahr wurde der Eigentümer Herr Lüders enteignet und der Betrieb dem VEB Kombinat Getreidewirtschaft Karl-Marx-Stadt angeschlossen. Nach vierjähriger Betriebsruhe der neuen Mühle auf Cossener Flur war der Umbau zur Mischfutterproduktion vollzogen. Der Betrieb arbeitete bis zur Wende unter dem Namen VEB Kraftfuttermischwerk Göhren.
Nach der Reprivatisierung im Jahr 1990 wurde das Kraftfutterwerk am Standort der Neuen Göhrener Mühle auf Cossener Flur als Kraftfutterwerk Richard Lüders GmbH & Co. KG weitergeführt. Am Standort der Alten Göhrener Mühle in Untergöhren erfolgte im Jahr 1994 die Modernisierung der Turbinenanlage und der Netzanschluss der modernisierten Wasserkraftanlage.
Nach dem Insolvenzverfahren der Richard Lüders GmbH & Co. KG Kraftfutterwerk Göhren gehörte der Betrieb auf Cossener Flur Ab dem 1. Dezember 2000 zur Altenburger Kraftfutterwerk und Getreidehandel GmbH. Im Jahr 2006 war der Standort Cossen der Altenburger Kraftfutterwerk und Getreidehandel GmbH noch als anerkannter Betrieb im Hinblick auf bestimmte Zusatzstoffe, Vormischungen und Futtermittel gelistet. In der Folgezeit gab die Altenburger Kraftfutterwerk und Getreidehandel (ALKA) GmbH ihren Standort in Cossen auf, worauf ein Fehlen der Niederlassung Cossen in der Standortliste des Unternehmens deutet.

## Sehenswürdigkeiten
- Göhrener Viadukt
- Kirche St. Katharinen und St. Georgen in Obergöhren
- Draisinenfahrt auf der Muldentalbahn unter dem Göhrener Viadukt hindurch[17]
- Ausblick von Göhrener Straßenbrücke